# 焼肉検定
焼肉検定（やきにくけんてい）は、焼肉の美味しさと楽しさを学ぶ検定である。全国焼肉協会が実施する検定試験は、「焼肉協会の検定」として実施されている。

## 概要
この検定は「焼肉の美味しさと楽しさを学ぶ検定である。」
焼肉協会が主催している「焼肉協会の検定」とは異なる。
ちなみに、商標としての「焼肉検定（ヤキニクケンテー）」は、2014年7月11日に第5684470号として株式会社シーエス24社によって登録されている。